# Фуруя, Сэйити
Сэйити Фуруя (яп. 古屋 誠一 Фуруя Сэйити, р. 1950 г.) — современный японский фотограф. С 1972 года живёт и работает в Австрии. Тема памяти и тема границ, продиктованная отчасти географическим расположением Австрии, являются центральными для творчества фотографа.

## Жизнь и творчество
Родился в Идзу. Некоторое время (1966—1969) изучал архитектуру, но, увлёкшись фотографией, поступил в Токийский краткосрочный университет фотографии (ныне часть Токийского политехнического университета). После его окончания в 1973 году перебрался в Вену, где и начал карьеру профессионального фотографа. После двух лет, проведённых в Вене, переехал в Грац, где встретил Кристину Гёсслер, которая стала его спутницей жизни и моделью многих его произведений. В 1970-х годах обращался к широкому спектру тем: от очень личных и камерных (серии портретов жены, домашнего интерьера и др.) до явно окрашенных в политические тона, откликаясь на изменения в Восточной Европе того времени. Постепенно на роль центральной для фотографа темы выдвинулось понятие границы: как географической, так и границы между душевными состояниями, нормой и отклонением. В 1978 году во время первого после отъезда в Европу визита Фуруи в Японию обвенчался с Кристиной Гёсслер. После возвращения в Австрию начал более активно участвовать в художественном процессе и выставлять свои работы. В 1980 году серия портретов Кристины была напечатана в журнале «Камера Австрия». В том же году Фуруя провёл некоторое время в Амстердаме, где работал над серией, посвящённой документированию сосуществования голландских семей и иностранцев, многие из которых были вытеснены из общества на его границы.
В 1980-х годах Фуруя, к тому времени уже пользовавшийся репутацией видного фотографа, активно способствовал публикациям работ своих соотечественников Сёмэя Томацу, Дайдо Мориямы, Нобуёси Араки. В 1981—1983 годах была создана серия «Национальная граница», строящаяся вокруг тем физических и метафизических границ. В ней Фуруя, продолжая глазами иностранца следить за повседневностью холодной войны в странах Восточной Европы, обратился как к собственно границам, разделявшим Австрию, Чехословакию, Венгрию и Югославию, так и к человеческой реакции на жизнь в условиях постоянного дробления и смещения этих границ. Фотографии сопровождались текстами автора.
В 1984 году Фуруя был принят на работу в качестве переводчика в японскую строительную компанию и был командирован вместе со своей семьёй в Дрезден. Переезд в ГДР совпал с углублением депрессии жены, которая привела её в итоге к госпитализации, в результате чего вся семья перебралась в Восточный Берлин. Супруга по-прежнему, однако, оставалась одной из центральных тем фотографий Фуруи. В 1985 году она совершила самоубийство, выкинувшись из окна. Фуруей были сфотографированы следы трагедии: аккуратно поставленная ей обувь, её труп, приближающаяся полиция. Этими фотографиями Фуруя по сути подвёл черту под многолетними съёмками своей жены. Впервые они были показаны на выставке только в 1989 году в рамках первого варианта серии «Память». На выставке, как и в её каталоге, работы были упорядочены не хронологически, а так, как они возникали и связывались друг с другом в памяти автора. В 1995 году серия подверглась существенной переработке. В неё были включены и фотографии сына. В целом идея нового варианта выставки отражала природу памяти, её подвижность и изменчивость. Темы утраты и опустошённости особенно явно выражены в городских пейзажах, сделанных после смерти жены.
Широкая известность пришла к Фуруи после выставки «Образцовая жена», где его работы демонстрировались в одном ряду с произведениями Стиглица, Уэстона, Ли Фридландера, Фукасэ и других мастеров. В 2004 году переход к новому этапу творчества ознаменовала выставка «alive», где были собраны работы, сделанные Фуруей в период с 1970 по 2004 годы (лишённые названий, но сопровождаемые информацией о дате и месте съёмки) и организованные вновь по модели его собственной памяти.